# Viva (actrice)
Pour les articles homonymes, voir Viva.
Janet Hoffmann, dite Viva, est une actrice, artiste et écrivaine américaine, née le 23 août 1938 à Syracuse (New York). Elle a notamment été une superstar d'Andy Warhol.

## Biographie
Fille de Mary Alice et Wilfred Hoffmann, Janet Susan Mary Hoffmann, dite Viva, est l'aînée de neuf enfants d'une famille catholique d'origines allemande, irlandaise et anglaise. L'éducation de Viva se fait dans des écoles paroissiales. Entrée à l'université, elle passe un an à la Sorbonne à Paris en échange et essaye au cours de cette période de devenir peintre. Elle retourne finalement aux États-Unis et déménage à New York au début des années 1960 pour tenter de devenir illustratrice de mode. Viva vit alors avec un photographe et est proche du milieu de l'art. Elle rencontre Andy Warhol en 1963 lors d'un vernissage. Ils se croisent à nouveau en 1965, ce qui marque le début d'une collaboration qui s'achèvera en 1969.
Viva fait ses débuts en tant qu'actrice en 1967 avec The Nude Restaurant et Bike Boy réalisés par Andy Warhol. Elle devient vraiment connue en 1969 lorsqu'elle joue avec l'acteur Louis Waldon dans le film érotique Blue Movie d'Andy Warhol. Début 1969, Viva, qui est alors en voyage à Paris, envoie à Warhol une lettre lui réclamant de l'argent, lettre que ce dernier ignore. L'actrice le menace à nouveau en février de la même année via un télégramme. Warhol est alors à l'hôpital en raison de complications médicales à la suite de la tentative d'assassinat qu'il a subie en juin 1968. En 1969 toujours, Viva tourne avec Agnès Varda sur le film Lions Love à Los Angeles. Ce tournage marque la fin de sa collaboration avec Warhol. Viva joue dans une quinzaine de films au cours des décennies qui suivent, et apparaît dans de nombreux documentaires. Elle a vécu à l'hôtel Chelsea à New York, connu pour avoir hébergé de nombreux artistes.

### Vie personnelle
En 1969, Viva épouse le photographe français Michel Auder, duquel elle est aujourd'hui divorcée. De leur union naît l'actrice Alexandra Auder en 1971. En 1982 naît la deuxième fille de Viva, l'actrice Gaby Hoffmann, dont le père est l'acteur de soap-opera Anthony Herrera.
Viva vit aujourd'hui à Palm Springs en Californie et est artiste.

## Filmographie
- 1967 : Tub Girls d'Andy Warhol
- 1967 : Bike Boy d'Andy Warhol
- 1967 : The Nude Restaurant d'Andy Warhol
- 1967 : **** d'Andy Warhol
- 1968 : The Loves of Ondine d'Andy Warhol
- 1968 : Lonesome Cowboys d'Andy Warhol
- 1968 : San Diego Surf d'Andy Warhol
- 1969 : Blue Movie d'Andy Warhol
- 1969 : Le Contrat (film, 1969) (Sam's Song) de Jordan Leondopoulos
- 1969 : Macadam Cowboy de John Schlesinger
- 1969 : Lions Love d'Agnès Varda
- 1969 : Trapianto, consunzione e morte di Franco Brocani de Mario Schifano
- 1969 : Keeping Busy de Michel Auder
- 1970 : Cleopatra de Michel Auder
- 1970 : Necropolis de Franco Brocani
- 1972 : Cisco Pike de Bill L. Norton
- 1972 : Tombe les filles et tais-toi de Herbert Ross
- 1972 : Ciao! Manhattan de John Palmer et David Weisman
- 1979 : New Old de Pierre Clémenti
- 1980 : Forbidden Zone de Richard Elfman
- 1980 : Flash Gordon de Mike Hodges
- 1982 : L'État des choses de Wim Wenders
- 1984 : Paris, Texas de Wim Wenders
- 1993 : L'Homme sans visage de Mel Gibson
- 2010 : News from Nowhere de Paul Morrissey

## Discographie
Avec Carla Bley et Paul Haynes
- 1971 : Escalator over the Hill

## Publications
- 1970 : Superstar
- 1974 : The Baby